# Reeves (ciruela)
Reeves es una variedad cultivar de ciruelo (Prunus domestica), de las denominadas ciruelas europeas.
Una variedad de ciruela fue encontrado por el Sr. A. Reeves de Chilliwack, Columbia Británica, Canadá, en la década de 1940.
Las frutas tienen un tamaño grande a muy grande de forma redondeada ovalada ligeramente oblonga, con piel de color amarillo verdosa que evoluciona según madura a rojo púrpura recubierta de abundante pruina, fina, blanquecina, sutura con línea visible, y pulpa de color amarillo verdoso de textura moderadamente firme, muy jugosa, y sabor dulce, más bien acuoso.

## Historia
'Reeves' variedad de ciruela europea que fue encontrada por el Sr. A. Reeves de Chilliwack, Columbia Británica, Canadá, en la década de 1940. Se desconoce su ascendencia, pero posiblemente sea una plántula de 'Reine Claude Berger' (a veces conocida como "Peach plum" en inglés).
'Reeves' está cultivada en diversos bancos de germoplasma de cultivos vivos, tales como en National Fruit Collection (Colección Nacional de Fruta) de Reino Unido con el número de accesión: 1954-096 y Nombre Accesión : Reeves. Fue incorporado al "National Fruit Trials" (Probatorio Nacional de Frutas) del Reino Unido en 1954.
'Reeves' fue galardonada con el premio "RHS AGM" (ex)  de la "Royal Horticultural Society" en 1995.

## Características
'Reeves' árbol de porte pequeño crece de moderado a exuberante, el hábito se forma erecto a semi-erecto, luego a extendido. Auto estéril para su polinización pertenece al grupo de polinización: 3. Flor blanca, que tiene un tiempo de floración que comienza a partir del 14 de abril con el 10% de floración, para el 19 de abril tiene una floración completa (80%), y para el 28 de abril tiene un 90% de caída de pétalos.
'Reeves' tiene una talla de tamaño grande a muy grande de forma redondeada ovalada ligeramente oblonga, con peso promedio de 77.60 g;epidermis tiene una piel color amarillo verdosa que evoluciona según madura a rojo púrpura recubierta de abundante pruina, fina, blanquecina; sutura con línea visible, de color algo más oscuro que el fruto. Situada en una depresión muy suave, algo más acentuada junto a cavidad peduncular; pedúnculo de longitud mediano, fuerte, con una longitud promedio de 10.62 mm, leñoso, con escudete muy marcado, muy pubescente, con la cavidad del pedúnculo estrecha, poco profunda, rebajada en la sutura y más levemente en el lado opuesto; pulpa de color amarillo verdoso de textura moderadamente firme, muy jugosa, y sabor dulce, más bien acuoso.
Hueso semi adherente, medio, abombado, asimétrico, con el surco dorsal muy ancho y profundo, los laterales más superficiales, zona ventral sobresaliente, superficie rugosa.
Su tiempo de recogida de cosecha se inicia en su maduración de mediados a finales de agosto.

## Usos
'Reeves' es una ciruela roja, que ocupa un nicho similar al de Victoria.
Mientras que Victoria es difícil de superar para su uso en la cocina, 'Reeves' tiene un sabor mucho mejor para comer en fresco.

## Cultivo
Se cultiva comercialmente a pequeña escala en Inglaterra, Escandinavia y Europa del Este.
Aparentemente no se ve afectado por el virus de la viruela del ciruelo. Las ciruelas se mantienen frescas mucho más tiempo después de la recolección que la mayoría de las otras variedades.